# Maremagnum (Barcellona)
Il Maremagnum è un centro commerciale che si trova nel moll d'Espanya del Port Vell di Barcellona.
L'offerta del centro commerciale è incentrata soprattutto su negozi di moda e sulla ristorazione e sono presenti negozi di diverse brand internazionali come Mango, Bershka, Calzedonia, Desigual, Lacoste, Pandora, Victoria's Secret, H&M... Poiché si trova in una zona classificata come turistica, è l'unico centro commerciale di Barcellona che ha il permesso di tener aperto 365 giorni all'anno. È frequentato da una media di 13 milioni di visitatori annuali, per lo più turisti.
Il Maremagnum è stato realizzato a seguito della decisione di recuperare e trasformare il litorale di Barcellona, in vista dei Giochi Olimpici del 1992. Successivamente il moll d'Espanya venne destinato ad un'area di svago e vennero quindi realizzati un cinema IMAX, l'Aquarium e il centro commerciale Maremagnum, tutti inaugurati nel 1995. Dopo esser stato chiuso per 7 anni, il cinema IMAX è in fase di demolizione e al suo posto verrà realizzata la seconda sede del Gran Teatre del Liceu.
Il centro commerciale ha una superficie commerciale di circa 22.000 metri quadrati distribuiti su due edifici ed è raggiungibile grazie alla Rambla de Mar, una passerella di legno che unisce il moll d'Espanya con Plaça del Portal de la Pau e La Rambla.